# Reacción de Hopkins-Cole
La reacción de Hopkins-Cole, también conocida como reacción de Adamkiewiczs, es una prueba estándar para el triptófano y para las proteínas que contienen triptófano. La solución que se va a examinar se mezcla con ácido glioxílico y se agrega ácido sulfúrico concentrado. Un anillo entre violeta y rojo en la unión de los dos líquidos indica que la reacción es positiva.